# Flussi finanziari
I flussi finanziari sono un fattore basilare nel processo di globalizzazione. Lo scambio di capitali a livello planetario ha infatti favorito numerosi accordi regionali e intercontinentali (come Unione Europea, WTO e BM).

## Globalizzazione e regionalizzazione
membri
     membri rappresentati dall'Unione europea
     non membri

Mappa dei partecipanti al WTO:
membri
membri rappresentati dall'Unione europea
non membri

Altri aspetti rilevanti, che hanno favorito l'enorme crescita del commercio mondiale, sono gli accordi internazionali. Il GATT si è trasformato nel 1995 nel WTO, esso promuove gli scambi su scala mondiale tendendo all'abbattimento dei dazi e del protezionismo in generale. Vi è poi una proliferazione di accordi regionali, primo fra tutti vi è l'Unione europea, ma vi sono esperienze simili anche in Nord-America, Sud-America, Asia, Africa, Medio-oriente, ecc.

## La distribuzione geografica degli scambi
Dopo la seconda guerra mondiale il sistema del commercio globale ha assunto una struttura tripolare, formando quella che viene definita la "triade globale" (Nord America, Europa, Sud-est asiatico). L'Europa da sola controlla il 40% delle esportazioni, e la Germania svolge un ruolo sempre più principale in questo senso.

## Il sud del mondo nel commercio mondiale
L'intero sud del mondo gestisce solo il 30% degli scambi mondiali e tra quegli stessi paesi la percentuale di scambi è ancora minore. Agli albori del capitalismo industriale, quando il divario economico internazionale era meno visibile, in base alla teoria dei vantaggi comparati, si riteneva che lo scambio di merci fra due paesi favorisse entrambi. Questa teoria ad oggi risulta però superata, infatti con lo sviluppo dell'economia industriale-urbana, i fattori sociali (infrastrutture, agglomerazioni di capitale, università, ecc) sono diventati basilari. Pertanto i paesi che ne sono più dotati oggi tendono ad esserlo ancora di più domani, lasciando così sostanzialmente inalterato il divario nord-sud del mondo (si parla in questo caso del fenomeno di “scambio ineguale”). Anche quest'ultima tesi però non è da ritenere “assoluta”, infatti paesi come Cina, India e Brasile stanno vistosamente raggiungendo lo sviluppo moderno.

## L'economia finanziaria
Negli ultimi venti anni vi è stata una grande crescita dei flussi internazionali di capitale, anche se i flussi maggiori sono destinati alla compra-vendita di titoli, valute e prodotti finanziari in genere. Questo fenomeno è dovuto soprattutto allo sviluppo della telematica insieme al progressivo processo di liberalizzazione dei movimenti di capitali. Occorre sottolineare però come questa circolazione di capitali sia in parte fittizia, dovuta cioè a manovre speculative di breve e brevissimo periodo (circa l'80%) che peraltro sono cause di possibili crisi. Tali crisi finanziarie sono dovute al cortocircuito tra lo scarto dell'economia finanziaria (capitale circolante) e l'economia reale (produzione reale). I movimenti finanziari sono inoltre legati alla forza economica degli stati, infatti gli investimenti non speculativi si dirigono quasi sempre verso i paesi economicamente sviluppati. Su scala mondiale operano due organismi internazionali, il FMI e la BM, entrambi non sono istituzioni democratiche, pertanto nel loro operato non tengono conto degli effetti sociopolitici e economici che si verificano nei paesi coinvolti.

## Flussi e poli finanziari
Nel periodo post bellico i flussi finanziari si sono diretti principalmente dagli Stati Uniti verso gli altri paesi industriali (Europa e Giappone). Dopo il 1973 fino a circa il 1981, i principali flussi si sono diretti verso i paesi dell'OPEC. Fin dal dopo conflitto ci sono stati anche interessanti flussi verso i paesi del sud del mondo sotto forma di prestiti. Il dollaro è divenuta la moneta quasi esclusiva per tutti gli scambi esteri anche se recentemente messo in discussione dalla crescita europea (soprattutto grazie alla Germania) e quella asiatica (Giappone e Cina). In generale, negli ultimi anni si sono rafforzati i flussi finanziari tra i poli centrali e le economie sviluppati, sono invece diminuiti quelli destinati al sud del mondo. Si è assistito inoltre a una concentrazione di grandi quote finanziarie in alcuni punti centrali del pianeta, contornati da numerosi nuovi centri minori. Si può infatti notare una scala gerarchica in cui si collocano quattro livelli di centri finanziari:
- Al primo livello ci sono i nodi globali (New York, Tokyo e Londra);
- Al secondo livello si collocano piazze rilevanti, ma di minore importanza (Francoforte sul Meno, Zurigo, Madrid, Milano, Toronto, Hong Kong e Sydney);
- Al terzo livello si collocano centri minori ma che hanno significativi rapporti internazionali, si tratta dei paradisi fiscali (Bahamas, Isole Cayman, Principato di Monaco, ecc);
- Infine, al quarto livello si collocano le piazze minori (Mosca, Budapest, Praga, Varsavia, ecc).

Le transizioni mondiali proseguono 24 ore su 24 grazie ai fusi orari.